# Тешел
Те́шел (болг. Тешел) — село в Смолянській області Болгарії. Входить до складу общини Девин.

## Населення
За даними перепису населення 2011 року у селі проживали 5 осіб, усі — болгари.
Розподіл населення за віком у 2011 році:
Динаміка населення: